# Filmåret 1976

## Händelser

### April
- 1 april – The Rocky Horror Picture Show har nypremiär som midnattsfilm på Waverly Theater (numera IFC Center) i Greenwich Village i New York i New York i USA, vilken fortfarande 2011 spelas runtom i världen[1].
- 23 april – Ingmar Bergman meddelar i ett skarpt formulerat brev att han beslutat sig för att lämna Sverige. Han befinner sig i konflikt med Riksskatteverket.[2]

## Academy Awards/Oscari urval (komplett lista)
| Kategori                   | Vinnare                                |
| -------------------------- | -------------------------------------- |
| Bästa film:                | Rocky                                  |
| Bästa regi:                | John G. Avildsen (Rocky)               |
| Bästa manliga huvudroll:   | Peter Finch (Network)                  |
| Bästa kvinnliga huvudroll: | Faye Dunaway (Network)                 |
| Bästa manliga biroll:      | Jason Robards (Alla presidentens män)  |
| Bästa kvinnliga biroll:    | Beatrice Straight (Network)            |
| Bästa utländska film:      | Noirs et blancs en couleur (Frankrike) |

## Årets filmer

### A - G
- Agaton Sax och Byköpings gästabud
- Alla Presidentens Män
- Asterix 12 stordåd
- Bugsy Malone
- Carrie
- De fördömdas resa
- De sista äventyrarna
- Den k... släkten
- Den lilla flickan i huset vid vägens slut
- Det våras för stumfilmen
- Djungeläventyret Campa, Campa
- Drömmen om Amerika
- En fluga i soppan
- En stjärna föds
- Fallet Cash
- Flykten från framtiden
- Förvandlingen

### H - N
- Hjärta av glas
- Hyresgästen
- ...It's Nice to Be Privileged
- Jack
- Jack the Ripper
- King Kong
- Kvinna mitt på jorden
- Ludwig Wittgenstein
- Långt borta och nära
- Maratonmannen
- Mannen på taket
- Mannen utan ansikte
- Mina drömmars stad
- Missouri Breaks
- Mitt på jorden – mitt under solen
- Mordet på en kinesisk bookmaker
- Network
- Nina

### O - Ö
- Omen
- Rocky
- Sinnenas rike
- Slaget vid Midway
- Släpp deckarna loss, det är mord!
- Sven Klangs kvintett
- Veckända i Stockholm
- Vi har vår egen sång – musikfilmen
- Taxi Driver
- Återkomsten

## Födda
- 2 januari – Paz Vega, spansk skådespelare.
- 8 januari – Jenny Lewis, amerikansk sångerska och skådespelare.
- 12 januari – Harleen Kalkat, svensk skådespelare.
- 12 februari – Sylvia Saint, tjeckisk-amerikansk porrskådespelare.
- 14 februari – Erica Leerhsen, amerikansk skådespelare.
- 28 februari – Ali Larter, amerikansk skådespelare.
- 2 mars – Łukasz Palkowski, polsk filmregissör och manusförfattare
- 8 mars – Freddie Prinze Jr., amerikansk skådespelare.
- 22 mars – Reese Witherspoon, amerikansk skådespelare.
- 31 mars – Åsa Widéen, svensk skådespelare.
- 3 april – Pia Örjansdotter, svensk skådespelare.
- 13 april – Jonathan Brandis, amerikansk skådespelare.
- 18 april – Melissa Joan Hart, amerikansk skådespelare.
- 27 april – Sally Hawkins, brittisk skådespelare
- 14 maj – Martine McCutcheon, brittisk sångerska, skådespelare och TV-personlighet.
- 25 maj – Cillian Murphy, irländsk teater- och filmskådespelare.
- 26 maj – Alexander Karim, svensk regissör och skådespelare.
- 31 maj – Colin Farrell, irländsk skådespelare.
- 9 juni – Isabel Munshi, svensk skådespelare.
- 20 juni – Astrid Kakuli, svensk dansare, koreograf och skådespelare.
- 23 juni – Emmanuelle Vaugier, kanadensisk skådespelare och fotomodell.
- 28 juni – Gaspard Proust, slovensk-schweizisk komiker och skådespelare.
- 12 juli – Anna Friel, brittisk skådespelare.
- 15 juli – Diane Kruger, tysk skådespelare och fotomodell.
- 16 juli – Suzanna Dilber, svensk skådespelare.
- 18 juli – Elsa Pataky, spansk skådespelare.
- 19 juli – Benedict Cumberbatch, brittisk skådespelare
- 9 augusti
  - Jessica Capshaw, amerikansk skådespelare.
  - Rhona Mitra, brittisk skådespelare.
  - Audrey Tautou, fransk skådespelare.
- 25 augusti – Alexander Skarsgård, svensk skådespelare.
- 6 september – Naomie Harris, brittisk skådespelare.
- 10 september – Linus Wahlgren, svensk skådespelare och musikalartist.
- 18 september – Måns Nathanaelson, svensk skådespelare.
- 22 september – Sala Baker, nyzeeländsk skådespelare och stuntman.
- 23 september – Kip Pardue, nyzeeländsk skådespelare.
- 3 oktober – Seann William Scott, amerikansk skådespelare.
- 4 oktober – Alicia Silverstone, amerikansk skådespelare.
- 23 oktober – Ryan Reynolds, kanadensisk skådespelare
- 15 november – Brandon DiCamillo, amerikansk manusförfattare och skådespelare.
- 29 november
  - Anna Faris, amerikansk skådespelare.
  - Chadwick Boseman, amerikansk skådespelare
- 8 december – Dominic Monaghan, brittisk skådespelare.
- 28 december – Joe Manganiello, amerikansk skådespelare

## Avlidna
- 2 januari – Hans Ellis, svensk skådespelare.
- 30 januari – Emy Hagman, svensk skådespelare.
- 11 februari – Lee. C. Cobb, 64, amerikansk skådespelare.[2]
- 12 februari – Sal Mineo, amerikansk skådespelare.
- 15 februari – Gösta Hammarbäck, svensk filmproducent.
- 21 februari – Tage Aurell, svensk-norsk författare och manusförfattare.
- 2 mars – Kirsten Heiberg, norsk-tysk skådespelare.
- 11 mars – Eva Alw, svensk skådespelare.
- 14 mars – Busby Berkeley, amerikansk filmregissör, koreograf och skådespelare.
- 24 mars – Arvid Nilssen, norsk skådespelare.
- 5 april – Howard Hughes, amerikansk filmproducent, flygare, flygplanstillverkare och industriledare.
- 8 april – Siegfried Fischer, svensk skådespelare, teaterledare, manusförfattare och författare.
- 28 april – Karin Högel, svensk skådespelare.
- 9 maj – Sven-Eric Gamble, svensk skådespelare.
- 13 maj – Palle Brunius, svensk radioman och skådespelare.
- 21 juni – Curt Masreliez, svensk skådespelare.
- 3 juli – Stina Bergman, svensk manusförfattare, författare och teaterregissör.
- 2 augusti – Fritz Lang, amerikansk filmregissör.[2]
- 13 augusti – Willy Peters, svensk skådespelare och regissör.
- 17 augusti – Alice Skoglund, svensk skådespelare.
- 19 augusti – Alistair Sim, brittisk skådespelare.[2]
- 21 september – Nils Nygren, svensk skådespelare.
- 23 oktober – Rolf Bengtsson, svensk skådespelare.
- 15 november – Jean Gabin, fransk skådespelare.[2]
- 18 november – Man Ray, amerikansk dadaistisk fotograf och filmregissör.
- 4 december – Hildur Lindberg, svensk skådespelare.
- 6 december – Ragnar Klange, svensk skådespelare och teaterchef.
- 7 december – Finn Lange, norsk skådespelare.
- 8 december – Georg Skarstedt, svensk skådespelare.
- 12 december – Gaston Dupray, belgisk skådespelare.
- 21 december – Karin Ekelund, svensk skådespelare, regissör och sångerska.[2]
- 29 december – Hanny Schedin, svensk skådespelare.

### Fotnoter
1. ↑  rock Horror Picture Show film booking in Feb 2011 Arkiverad 17 juli 2011 hämtat från the Wayback Machine.
2. 1 2 3 4 5 6   Horisont 1976. Bertmarks